# Награда „Бела Лугоши”
Награда „Бела Лугоши“ носи име по првој филмској звезди хорор жанра – Бели Лугошију. Награда се додељује од 2016. за изузетан допринос хорор уметности. Награду је установио и додељује Dead Lake Horror & Wine Festival, на фестивалу који се одржава у Палићу.

## Добитници
- 2016 — Ђорђе Кадијевић[1]
- 2017 — Руђеро Деодато[2]
- 2018 — Максим Александар[3]
- 2019 — Џулијан Ричардс[4]
- 2021 — Удо Кир[5]

## Галерија
- Ђорђе Кадијевић са Наградом „Бела Лугоши”
- Милан Тодоровић и Максим Александар на уручењу Награде „Бела Лугоши”